# 劳伦·欧文
劳伦·欧文（英語：Lauren Irwin，1998年8月20日—），生于桑德兰，英国女子赛艇运动员。她曾代表英国参加2024年夏季奥林匹克运动会赛艇比赛，获得女子八人单桨有舵手铜牌。